# 胡扬
胡扬（1958年10月—2020年12月7日），男，汉族，中华人民共和国政治人物，曾任北京体育大学副校长、全国政协委员。

## 生平
1978年9月，胡扬从江苏考入北京体育学院，进入基础理论系学习。1982年至1992年，留校担任运动生理教研室教师。1992年至1994年，在日本中京女子大学健康科学研究所担任访问学者。1994年至2001年，在日本筑波大学攻读运动生理学博士研究生并从事博士后研究。2001年回国担任北京体育大学运动人体科学学院运动生化教研室教授，2005年至2007年担任学院副院长。2007年至2013年，担任北京体育大学科学研究中心主任。2013年至2018年出任北京体育大学副校长。
2008年，当选第十一届全国政协委员，代表中国民主同盟，分入第六组。2013年，当选第十二届全国政协委员。2018年1月，当选第十三届全国政协委员。
2020年12月7日13时13分在北京逝世，享年62岁。